# Slag bij Zaragoza (1118)
De Slag bij Zaragoza is een veldslag uit de Spaanse geschiedenis en onderdeel van de Reconquista. Deze slag betekende de verovering van het Moorse Taifa Zaragoza met de hoofdstad Zaragoza door het koninkrijk Aragón.
De Slag bij Zaragoza vond, enkele kilometers ten zuiden van Zaragoza, plaats in 1118. Tijdens deze veldslag streden de islamitische Moren met de christelijke Aragonezen.
Het Moorse leger bestond uit circa 7.000 infanteristen, 2.000 cavaleristen en 700 boogschutters. Het Aragonese leger bestond uit ongeveer 3.000 infanteristen en 1.500 cavaleristen.
Het Moorse leger kende falanx-eenheden. Dat was voor de Aragonezen een reden om niet aan te vallen. Toen ook de Moren na drie dagen nog niet aangevallen hadden, besloot het Aragonese leger om stieren naar Zaragoza te halen en de falanxen te doorbreken.
Het Aragonese leger begon de aanval met de cavalerie. De Aragonese cavalerie versloeg de Moorse cavalerie. Daarna maakte de Aragonese cavalerie de Moorse boogschutters onschadelijk. Bij deze aanvallen sneuvelden veel Aragonezen. Na de aanvallen waren er nog circa 500 cavaleristen over. Vervolgens lieten de Aragonezen de (circa 230) stieren los op de Moorse falanxen, gevolgd door de resterende cavalerie en vervolgens de infanterie.